# Heroic Games Launcher
Heroic Games Launcher ist ein quelloffenes Anwendungsprogramm zur Verwaltung von Computerspiel-Installationen und -Konfigurationen unter Linux, Windows und macOS. Das Projekt versteht sich als freie Alternative zu Epic Games Launcher, GOG Galaxy und der Amazon Games App. Anwender können auf dem eigenen System installierte Spiele verwalten, ausführen, weitere Spiele über Anbindungen zu Plattformen wie Epic Games Store, GOG.com und Prime Gaming herunterladen und aktualisieren sowie die jeweiligen Ausführungsparameter und Kompatibilitätswerkzeuge wie Wine und Proton konfigurieren. Besonderes Augenmerk wird dabei auf die Kompatibilität mit Valves Handheld-PC Steam Deck gelegt.
Heroic Games Launcher wird seit Ende 2020 vom portugiesischen Programmierer Flávio Fearn und der Gemeinschaft auf Spendenbasis entwickelt. Bis November 2023 trugen über 170 Freiwillige via GitHub zum Projekt bei, während mehr als 30 Übersetzer die Client-Software via Weblate in 45 Sprachen übersetzten.

## Rezeption
Unter Linux fülle Heroic die Lücke, die die Marktplatzbetreiber Epic Games, CD Projekt und Amazon mangels Unterstützung durch eigene Client-Software hinterließen. Auch für macOS gibt es keine offizielle Umsetzung des Epic Games Launcher. Windows-Nutzer würden von weniger Tracking-Software und verbesserter Performance profitieren. Auf dem Steam Deck sei der alternative Client gerade bei größeren Spiele-Bibliotheken wesentlich flüssiger zu bedienen.
Während Heroic Games Launcher besonders einfach zu bedienen sei und ein übersichtlicheres Interface biete, könne die reifere Linux-Konkurrenz Lutris durch mehr Funktionen und Kompatibilität zu weiteren Plattformen, wie Origin und Ubisoft Connect, punkten.